# Catégories de sécurité des détenus au Royaume-Uni
Les catégories de sécurité des détenus sont un mécanisme mis en place dans le système pénitentiaire du Royaume-Uni. Ce mécanisme est destiné à répartir les détenus parmi plusieurs catégories définissant le niveau de sécurité qui doit leur être appliqué et les prisons où ils peuvent être incarcérés. La catégorisation des détenus est définie en fonction du ou des crimes commis, de la peine à laquelle il a été condamné, du risque d'évasion et des tendances violentes.
Il existe trois services pénitentiaires différents au Royaume-Uni et des services distincts pour les trois dépendances de la Couronne. Le His Majesty's Prison Service gère les prisons situées en Angleterre et au pays de Galles, en lien avec le His Majesty's Prison and Probation Service (en),. Les prisons d'Écosse sont gérées par le Scottish Prison Service et les prisons d'Irlande du Nord sont gérées par le Northern Ireland Prison Service. L'île de Man et les îles anglo-normandes disposent de leur propre administration pénitentiaire.
Ainsi, en Angleterre et au pays de Galles, les catégories sont de simples lettres classées par ordre alphabétique, la catégorie « A » étant considérée comme le niveau de sécurité le plus élevé (du niveau « Haute sécurité ») et la catégorie « D » comme le moins élevé. Un système similaire est en vigueur en Irlande du Nord qui dispose cependant d'une lettre supplémentaire (« U ») destinée à catégoriser les détenus placés en détention provisoire. L’Écosse répartit les détenus parmi trois catégories sans utilisation de lettres.

## Détenus en Angleterre et au pays de Galles
Les détenus incarcérés dans les prisons d'Angleterre et du pays de Galles placées sous la responsabilité du His Majesty's Prison Service sont répartis en plusieurs catégories en fonction de leur âge, sexe et niveau de sécurité. Par amalgame, les prisons où sont incarcérés ces détenus reçoivent la même catégorie,.

### Catégories de détenus en Angleterre et au pays de Galles

#### Hommes adultes détenus
Les détenus adultes (c'est-à-dire ceux âgés de 18 ans ou plus) de sexe masculin reçoivent une catégorisation de sécurité peu après leur incarcération. Ces catégories sont déterminées par une combinaison entre le type de crime commis, la durée de la peine, la probabilité d'évasion et le danger qu'ils pourraient représenter pour le public s'ils s'évadaient. Les quatre catégories sont les suivantes, :
| Type de prison           | Catégorie                | Description de la prison |
| ------------------------ | ------------------------ | --- |
| Prison fermée            | A (Haute Sécurité)       | Détenus dont l'évasion représenterait un danger très important pour la sécurité publique ou nationale, nécessitant ainsi des conditions de sécurité maximales. Les infractions pouvant donner lieu à une considération pour la catégorie A ou le statut restreint comprennent [tentative] de meurtre, homicide involontaire, [tentative] de viol, agression sexuelle, vol à main armée, blessures intentionnelles, enlèvement, importation ou fourniture de drogues contrôlées de classe A, possession ou fourniture d'explosifs, infractions liées au terrorisme et infractions à l'Official Secrets Act. |
| Prison fermée            | B                        | Détenus qui n'ont pas besoin d'une sécurité maximale, mais pour qui l'évasion doit encore être rendue très difficile. |
| Prison fermée            | C                        | Détenus à qui on ne peut pas faire confiance dans des conditions ouvertes mais qui sont peu susceptibles d'essayer de s'évader. |
| Prison ouverte           | D                        | Détenus à qui l'on peut raisonnablement faire confiance ne tentent pas de s'évader et ont le privilège d'une prison à ciel ouvert. Prisonniers de "D Cat". (comme on l'appelle communément) prisons, sont, sous réserve d'approbation, donnés ROTL (Release On Temporary License) pour travailler dans la communauté ou pour partir en "congé dans les foyers" une fois qu'ils ont passé leur FLED (Full License Eligibility Dates), qui correspond généralement au quart de la peine. |
| « Prison d'accueil »     | « Prison d'accueil »     | Les « prisons d'accueil » (en anglais : male reception) sont des prisons locale rattachées à une juridiction. Les détenus qui y sont incarcérés sont des prévenus en attentes de jugement ou des détenus condamnées en attente de leur affectation définitive dans une autre établissement. |
| « Prison de dispersion » | « Prison de dispersion » | Les prisons de dispersion (en) (en anglais : dispersal prison) constituent une catégorie particulière de prison de catégorie A créée en 1966, actuellement constituée de 5 établissements et destinée à séparer et réaffecter rapidement les détenus considérés comme trop dangereux qui seraient susceptibles d'être regroupés dans un même établissement,. |

Les prisons de catégories A, B et C sont appelées prisons « fermées », tandis que les prisons de catégorie D sont appelées prisons « ouvertes  ».
Les détenus de catégorie A sont ensuite divisés en catégories à « risque standard » (en anglais : Standard Risk), à « risque élevé » (en anglais : High Risk) et à « risque exceptionnel » (en anglais : Exceptionnal Risk), en fonction de leur probabilité d'évasion.
Les hommes placés en détention provisoire sont détenus sous le régime  de la « catégorie B » à l'exception de certains de ceux qui sont détenus pour être jugés pour des délits (très) graves. Ces hommes sont détenus sous le régime de la « catégorie provisoire A ».

#### Liste des prisonniers évadés
Les détenus qui ont tenté activement de s'évader sont placés sur la liste d'évasion de la prison. Ces prisonniers (parfois appelés « E men » ou « hommes de la liste E ») doivent porter des vêtements distinctifs aux couleurs vives lorsqu'ils sont déplacés à l'intérieur et à l'extérieur de la prison et ils sont également menottés. De plus, ils sont obligés de changer fréquemment de cellule et se voient retirer leurs vêtements et certains de leurs effets personnels avant d'être enfermés dans leur cellule pour la nuit.

#### Femmes adultes détenues

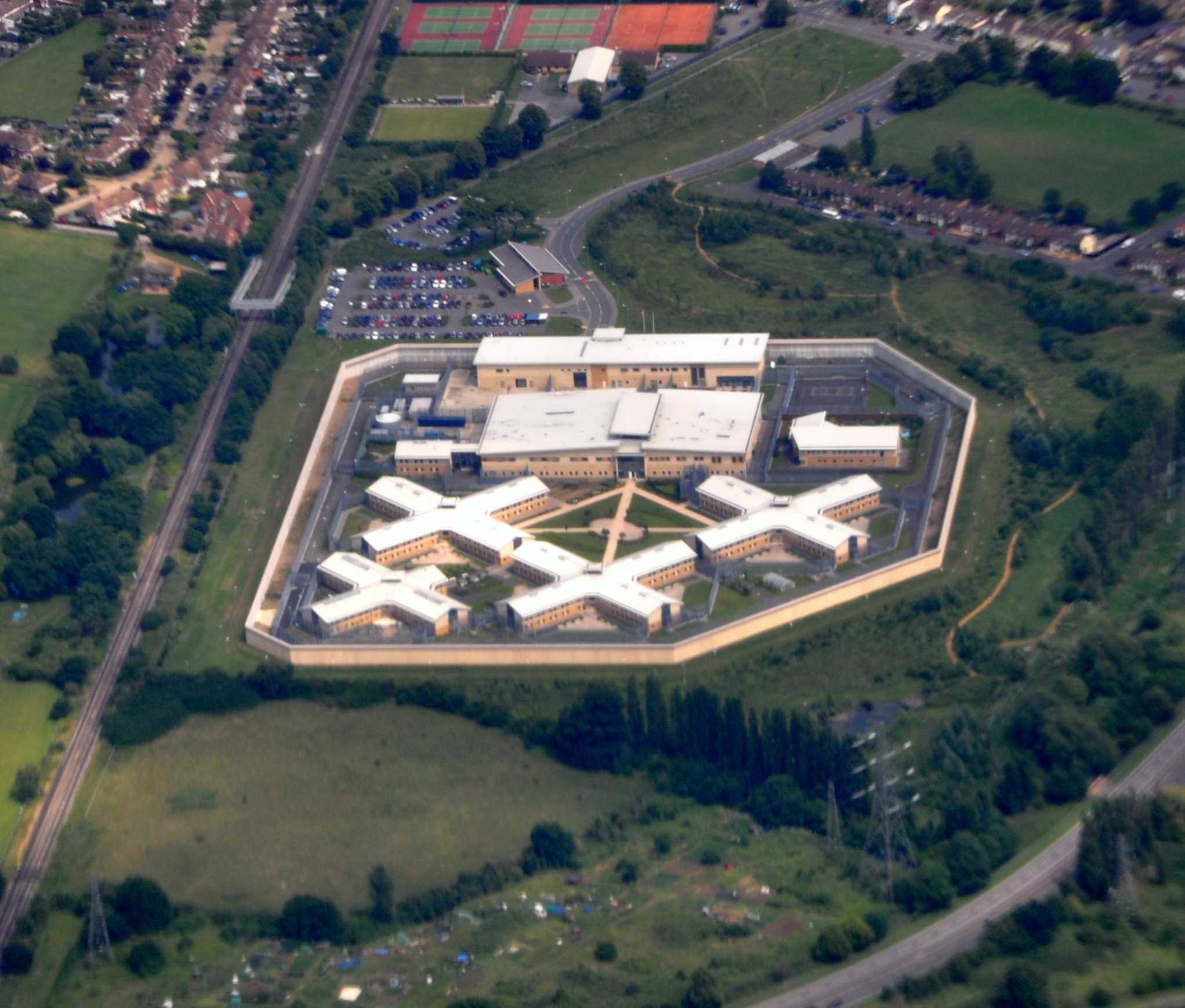
Prison de Bronzefield en 2011

Les femmes détenues adultes sont également classées dans l'une des  quatre catégories suivantes : 
- Le « statut restreint » (en anglais : Restricted Status) constitue la plus haute catégorie de sécurité attribuée à une détenue et remplace la catégorie A, qui n'est désormais plus attribuée au femmes. Il n'existe que peu d'établissement accueillant cette catégorie de détenues, tel que la prison de Bronzefield (en)[10].
- Le régime « fermé » (en anglais : Closed) est destiné aux femmes qui n'ont pas besoin d'un statut restreint, mais pour qui l'évasion doit être rendue très difficile.
- Le régime « semi-ouvert » (en anglais : Semi-open), introduit en 2001, s'adresse à ceux qui ne tenteront probablement pas de s'évader, mais qui ne peuvent pas faire confiance à une prison ouverte. Ce régime a été progressivement supprimé. La prison de Morton Hall (en) et la prison de Drake Hall (en) ont ainsi abandonnées ce régime et été reclassées en mars 2009 sous d'autres catégories.
- Le régime « ouvert » (en anglais : Open) est destiné à ceux à qui l'on peut faire confiance en toute sécurité pour rester dans la prison.

Il existe également des « prisons locales pour femmes » (en anglais : female local) sont des prisons locale rattachées à une juridiction. Les détenues qui y sont incarcérées sont des prévenus en attentes de jugement ou des détenus condamnées en attente de leur affectation définitive dans une autre établissement.

#### Mineurs et jeunes adultes détenus
Les enfants ou des adolescents condamnés à des peines d'emprisonnement ou placés en détention provisoire peuvent être orientés parmi l'un des quatre types d'établissements en fonction de leurs besoins, de leur âge, de leur éventuelles vulnérabilités ou faiblesses et de la nature de l'infraction pour laquelle ils sont accusés ou condamnés :
- Centre de formation sécurisé (en anglais : Secure Training Centre ou  STC) : centre privé axé sur l'éducation pour les garçons et les filles détenus âgés de 12 à 17 ans.
- Maison sécurisée pour enfant (en anglais : Secure Children’s Home ou SCH) : géré par les services à l'enfance des autorités locales et un fournisseur caritatif, ils se concentrent sur la satisfaction des besoins physiques, mentaux, émotionnels et comportementaux des garçons et filles vulnérables détenus âgés de 10 à 17 ans. Tous les enfants détenus dans les SCH n'ont pas nécessairement été reconnus coupables de crimes en tant que tels, certains sont détenus en vertu de la Children Act 1989 pour des raisons telles que leur risque élevé de vulnérabilité aux abus, à la drogue et à la prostitution, le danger qu'ils représentent pour eux-mêmes ou pour les autres, ou en raison de leurs antécédents de fuite d'hébergements moins sûrs, tels que des foyers pour enfants ordinaires non sécurisés.
- Institution pour jeunes délinquants (en anglais : Youth Offender Institution ou YOI)[1] : gérée principalement par le His Majesty's Prison Service et certaines entreprises privées, elle n'accueillent que des garçons âgés de 15 à 17 ans qui ont été condamnés ou placés en détention provisoire. Ces institutions sont généralement davantage axées sur l'aspect « prison » et se concentrent moins sur les besoins sanitaires et éducatifs des détenus sur place avec des ratios personnel/prisonniers inférieurs à ceux des STC et des SCH. Ces établissements fonctionnent et fonctionnent presque de la même manière que les établissements pour jeunes délinquants, mis à part le fait qu'ils n'accueillent que des garçons plus jeunes âgés de 15 à 17 ans. Les filles âgées de 15 à 17 ans ne sont pas détenues dans des YOI, mais plutôt dans des STC, des SCH ou dans des prisons pour femmes adultes, mais détenues dans des zones séparées des femmes plus âgées.
- Institution pour jeunes délinquants de Sa Majesté (en) (en anglais : His Majesty's Young Offender Institution ou HMYOI) - gérée principalement par le His Majesty's Prison Service et certaines entreprises privées, elle accueille des jeunes hommes et femmes âgés de 18 à 21 ans (mais parfois plus âgés si cela est jugé approprié et que la personne détenue si leur reliquat de peine est faible, essentiellement de moins de 12 mois) qui ont été condamnés ou placés en détention provisoire. Ce type d'établissement est également généralement axés davantage sur la « prison » et se concentrent moins sur les besoins sanitaires et éducatifs des personnes détenues sur place avec des ratios personnel/prisonniers inférieurs à ceux des STC et des SCH. Ces établissements fonctionnent et fonctionnent presque de la même manière que les prisons pour adultes, mis à part le fait qu'ils n'accueillent que les jeunes adultes âgés de 18 à 21 ans.

### Statistiques

#### Prisons pour hommes
| Catégorie                                                          | Établissements | Établissements | Places       | Places  | Détenus      | Détenus | Coût moyen direct | Coût moyen direct | Coût moyen global | Coût moyen global |
| Catégorie                                                          | Nombre         | %              | Nombre total | %       | Nombre moyen | %       | Par place         | Par détenu        | Par place         | Par détenu        |
| ------------------------------------------------------------------ | -------------- | -------------- | ------------ | ------- | ------------ | ------- | ----------------- | ----------------- | ----------------- | ----------------- |
| Prisons de catégorie A/de « dispersion »                           | 5              | 5,75 %         | 3 281        | 4,50 %  | 3 141        | 4,51 %  | 47 933 £          | 50 071 £          | 69 964 £          | 73 085 £          |
| Prisons de catégorie B                                             | 9              | 10,34 %        | 7 805        | 10,72 % | 7 314        | 10,51 % | 33 615 £          | 35 876 £          | 47 192 £          | 50 367 £          |
| Prisons de catégorie C                                             | 42             | 48,28 %        | 33 586       | 46,11 % | 33 215       | 47,71 % | 26 723 £          | 27 022 £          | 41 327 £          | 41 789 £          |
| Prisons de catégorie D/« ouverte »                                 | 12             | 13,79 %        | 5 920        | 8,13 %  | 4 709        | 6,76 %  | 21 169 £          | 26 613 £          | 33 925 £          | 42 648 £          |
| « Prisons d'accueil »                                              | 31             | 36,63 %        | 22 239       | 30,54 % | 25 942       | 37,27 % | 38 411 £          | 32 929 £          | 55 128 £          | 47 260 £          |
| Total/Moyenne                                                      | 87             | 100 %          | 72 831       | 100 %   | 69 612       | 100 %   | 31 535 £          | 32 994 £          | 46 858 £          | 49 026 £          |
| Années : 2020-2021 - Source : Ministère de la justice britannique, |                |                |              |         |              |         |                   |                   |                   |                   |

| Répartition des prisons par catégories                                                                                 | Répartition des places par catégorie                                                                                   |
| --- | --- |
| Pour des raisons techniques, il est temporairement impossible d'afficher le graphique qui aurait dû être présenté ici. | Pour des raisons techniques, il est temporairement impossible d'afficher le graphique qui aurait dû être présenté ici. |

| Répartition des détenus par catégorie                                                                                  |
| --- |
| Pour des raisons techniques, il est temporairement impossible d'afficher le graphique qui aurait dû être présenté ici. |

#### Prisons pour femmes
| Catégorie                                                          | Établissements | Établissements | Places       | Places  | Détenus      | Détenus | Coût moyen direct | Coût moyen direct | Coût moyen global | Coût moyen global |
| Catégorie                                                          | Nombre         | %              | Nombre total | %       | Nombre moyen | %       | Par place         | Par détenue       | Par place         | Par détenue       |
| ------------------------------------------------------------------ | -------------- | -------------- | ------------ | ------- | ------------ | ------- | ----------------- | ----------------- | ----------------- | ----------------- |
| Prisons fermées                                                    | 3              | 27,27 %        | 960          | 26,55 % | 676          | 23,24 % | 36 704 £          | 52 100 £          | 52 299 £          | 74 236 £          |
| Prisons ouvertes                                                   | 2              | 18,18 %        | 230          | 6,36 %  | 174          | 5,98 %  | 37 848 £          | 50 077 £          | 53 593 £          | 70 909 £          |
| « Prisons locales »                                                | 6              | 54,55 %        | 2 426        | 67,09 % | 2 059        | 70,78 % | 46 288 £          | 54 531 £          | 60 345 £          | 71 093 £          |
| Total/Moyenne                                                      | 11             | 100 %          | 3 616        | 100 %   | 2 909        | 100 %   | 43 207 £          | 53 700 £          | 57 780 £          | 71 812 £          |
| Années : 2020-2021 - Source : Ministère de la justice britannique, |                |                |              |         |              |         |                   |                   |                   |                   |

| Répartition des prisons par catégories                                                                                 | Répartition des places par catégorie                                                                                   |
| --- | --- |
| Pour des raisons techniques, il est temporairement impossible d'afficher le graphique qui aurait dû être présenté ici. | Pour des raisons techniques, il est temporairement impossible d'afficher le graphique qui aurait dû être présenté ici. |

| Répartition des détenues par catégorie                                                                                 |
| --- |
| Pour des raisons techniques, il est temporairement impossible d'afficher le graphique qui aurait dû être présenté ici. |

#### Prisons pour mineurs et jeunes adultes
| Catégorie                                                          | Établissements | Établissements | Places       | Places  | Détenus      | Détenus | Coût moyen direct | Coût moyen direct | Coût moyen global | Coût moyen global |
| Catégorie                                                          | Nombre         | %              | Nombre total | %       | Nombre moyen | %       | Par place         | Par détenu        | Par place         | Par détenu        |
| ------------------------------------------------------------------ | -------------- | -------------- | ------------ | ------- | ------------ | ------- | ----------------- | ----------------- | ----------------- | ----------------- |
| Institutions pour jeunes délinquants (age : 15-17 ans)             | 3              | 42,86 %        | 687          | 23,55 % | 378          | 21,85 % | 70 065 £          | 127 325 £         | 107 595 £         | 195 527 £         |
| Institutions pour jeunes adultes délinquants (age : 18-21 ans)     | 4              | 57,14 %        | 2 230        | 76,45 % | 1 352        | 78,15 % | 36 843 £          | 50 771 £          | 56 832 £          | 93 742 £          |
| Total/Moyenne                                                      | 7              | 100 %          | 2 917        | 100 %   | 1 730        | 100 %   | 44 666 £          | 75 313 £          | 68 786 £          | 115 982 £         |
| Années : 2020-2021 - Source : Ministère de la justice britannique, |                |                |              |         |              |         |                   |                   |                   |                   |

| Répartition des prisons par catégories                                                                                 | Répartition des places par catégorie                                                                                   |
| --- | --- |
| Pour des raisons techniques, il est temporairement impossible d'afficher le graphique qui aurait dû être présenté ici. | Pour des raisons techniques, il est temporairement impossible d'afficher le graphique qui aurait dû être présenté ici. |

| Répartition des détenus par catégorie                                                                                  |
| --- |
| Pour des raisons techniques, il est temporairement impossible d'afficher le graphique qui aurait dû être présenté ici. |

### Contexte juridique lié à la catégorisation

#### Changement de catégorie d'un détenu durant son incarcération
Durant son incarcération, le niveau de sécurité appliqué à un détenu peut évoluer à la hausse ou à la baisse en fonction du déroulement de sa détention. En fonction de cette réévaluation, le détenu pourra être réaffecté dans un autre établissement pénitentiaire correspondant à sa nouvelle catégorie de sécurité.
La fréquence de réévaluation dépend de la durée de la condamnation du détenu. Ainsi :
- si le détenu est condamné à une peine comprise entre 1 et 4 ans d'emprisonnement, sa catégorie est réévaluée tous les 6 mois ;
- si le détenu est condamné à une peine supérieure à 4 ans d'emprisonnement, sa catégorie est réévaluée tous les ans jusqu'à ses deux dernières années de détention où sa catégorie est également réévaluée tous les 6 mois.

Certaines spécificités sont également prises en compte en fonction de la catégorie du détenu :
- dans les prisons et pour les détenus de catégorie A, le personnel de la prison travaille la direction du His Majesty's Prison Service afin de vérifier que toutes les conditions de sécurité sont garanties ;

- dans les prisons et pour les détenus de catégorie D, les détenus ne bénéficient pas d'un changement de catégorie sauf en cas d'évolution du niveau de risques qu'ils représentes.

Les détenus prévenus et condamnés peuvent également bénéficier d'un changement de catégorie à chaque fois qu'un événement survient lors de leur détention ou lorsqu'une nouvelle information les concernant apparait dans leur dossier et que cet événement ou cette information est de nature à faire évoluer le niveau de risque qu'ils représentent.

#### Possibilité de recours des détenus contre leur catégorisation
Si un détenu conteste le changement de sa catégorie, il peut faire appel de la décision devant les services pénitentiaires, qui devront alors fournir les motifs de cette décision.

### Contexte économique et social lié à la catégorisation
Les prisons de catégorie C sont les plus nombreuses et les plus peuplées. Ce sont dans ces établissements ainsi que dans les prisons locales que la surpopulation est la plus importante.
En 2019, le coût moyen d'une place dans un établissement pénitentiaire en Angleterre et au pays de Galles était estimé à 40 000 livres sterling, cette estimation montant à 59 000 livres sterling pour une place dans une prison de catégorie A. 

## Détenus en Écosse

### Catégories de détenus en Écosse
En Écosse, depuis 2002, les détenus placés sous la responsabilité du Scottish Prison Service se voient attribuer s l'une des trois catégories suivantes :
- Supervision haute (en anglais : High Supervision) : catégorise un détenu pour qui toutes les activités et tous les mouvements nécessitent d'être autorisés, supervisés et surveillés par le personnel pénitentiaire.
- Supervision moyenne (en anglais : Medium Supervision) : catégorise un détenu pour lequel les activités et les mouvements sont soumis à une supervision et à des restrictions limitées spécifiées localement.
- Supervision faible (en anglais : Low Supervision) : catégorise un détenu dont les activités et les déplacements, spécifiés localement, sont soumis à un minimum d'encadrement et de restrictions. Les prisonniers à faible surveillance peuvent être autorisés à être libérés sous licence temporaire et à participer à des activités non surveillées dans la communauté.

## Détenus en Irlande du Nord

### Catégories de détenus en Irlande du Nord
En Irlande du Nord, les détenus (adultes et jeunes, hommes et femmes) placés sous la responsabilité du Northern Ireland Prison Service sont catégorisés de la même manière que dans le système anglais/gallois :
| Catégorie | Description de la prison |
| --------- | --- |
| A         | Détenus dont l'évasion serait très dangereuse pour le public, la police ou la sécurité de l'État |
| B         | Détenus pour lesquels les conditions de sécurité les plus élevées ne sont pas nécessaires mais pour lesquels l'évasion doit être rendue très difficile |
| C         | Détenus auxquels on ne peut pas faire confiance en milieu ouvert mais qui n'ont pas les ressources ou la volonté de faire une tentative d'évasion déterminée |
| D         | Détenus auxquels on peut raisonnablement faire confiance dans des conditions ouvertes. Cependant, il n'existe actuellement aucune prison ouverte en Irlande du Nord. |
| U         | Les détenus placés en détention provisoire, en attente de procès (également appelés « tenus à la disposition du tribunal » - en anglais : « hold for court ») ou en attente de condamnation sont affectés dans la catégorie « non classés » (U pour Unclassified), bien qu'ils puissent être placés sous un régime de catégorie A ou B. |